# Монтезано Сула Марчелана
Монтезано Сула Марчелана (итал. Montesano sulla Marcellana) је насеље у Италији у округу Салерно, региону Кампанија.
Према процени из 2011. у насељу је живело 1569 становника. Насеље се налази на надморској висини од 838 м.

## Становништво
| 1931. | 1936. | 1951. | 1961. | 1971. | 1981. | 1991. | 2001. | 2011. |
| ----- | ----- | ----- | ----- | ----- | ----- | ----- | ----- | ----- |
| 6.079 | 6.067 | 7.472 | 7.810 | 7.396 | 7.378 | 7.720 | 7.220 | 6.781 |